# Obljak (Korčula)
Obljak je nenaseljeni otočić u hrvatskom dijelu Jadranskog mora. Nalazi se u Lastovskom kanalu, uz zapadni dio južne obale otoka Korčule, oko 370 m od njene obale. Katastarski je dio općine Blato.
Njegova površina iznosi 0,031307 km². Dužina obalne crte iznosi 645 m, a iz mora se uzdiže 43 m.